# Tin Cup
Tin Cup (br: Jogo da paixão) é um filme americano de 1996, dirigido por Ron Shelton e estrelado por Kevin Costner e Rene Russo.

## Sinopse
Roy "Tin Cup" McAvoy (Kevin Costner) é um ex-prodígio de golfe que tem pouca ambição. Ele possui um driving range no oeste do Texas, onde ele bebe e sai com seu amigo Romeo Posar (Cheech Marin) e seus amigos. A Dra. Molly Griswold (Rene Russo), uma psicóloga clínica, quer uma aula de golfe. Ela pergunta a Roy porque conhece o namorado dele David Simms (Don Johnson), um grande jogador profissional. Ambos estavam na equipe de golfe da Universidade de Houston. Roy é imediatamente atraído por Molly, mas ela vê o encanto de Roy e resiste.
No dia seguinte, David Simms aparece no trailer de Roy antes de um torneio local de benefícios. Roy pensa que ele está sendo convidado a jogar, mas Simms realmente quer contratá-lo como caddie (desde que Roy conhece o curso). Durante a rodada, Roy agiliza Simms sobre "colocar" em vez de ter o coragem de tirar um tiro de 230 jardas por um perigo de água. Simms dispara para trás que o problema de Roy está jogando imprudentemente em vez de jogar as porcentagens. Roy se jacta de poder fazer o tiro, e os espectadores começam a fazer apostas entre si. Simms adverte Roy que o demitirá se ele tentar o tiro, e Roy faz, atingindo um tiro brilhante no verde. Simms imediatamente dispara a Roy.
Para ficar com Simms, Roy decide tentar se qualificar para o US Opene faz uma peça de teatro para Molly, enquanto também busca sua ajuda profissional. Molly concorda em ajudar Roy a reconstruir sua autoconfiança em troca de aulas de golfe. Em duas rodadas de qualificação, com Romeu como seu caddie, o jogo de Roy é excelente, mas sua cabeça precisa de ajuda. Roy insiste em quebrar o recorde do curso, mas Romeu implora-o a jogar com segurança para se qualificar para o US Open. Quando Roy exige o Condutor em vez de se deitar, Romeu encaixou-o pela metade sobre o joelho. Roy então pede o 3-Wood e Romeo prosseguem para puxar a metade também. Então, Roy começa a tirar todo o seu saco, estalando cada um em um ajuste, exceto o 7-Iron, "Depois, há o 7-Iron. Eu nunca sinto falta com o 7-Iron". Isso faz com que Romeu tempere o curso e saia. Roy então desafia qualquer um que não tenha " T deixou uma aposta de que ele pode terminar o Back-9 com apenas um 7-Iron e todos se recusam relutantemente, mas ele continua a rodada e surpreendentemente ainda consegue se qualificar para o US Open. Após o qualificador, Roy faz uma aposta com o Simms em um concurso de distância de condução e Roy é ridículo e perde a aposta e seu conversível para Simms. Ele se reúne e persuade Romeu a ser seu caddie de novo, mas desenvolve um problema (as patas) com o seubalanço.
No primeiro dia do torneio do US Open na Carolina do Norte, ele dispara um horrível 83. Enquanto isso, Molly vê o lado desagradável de Simms quando ele arrogantemente recusa uma criança um autógrafo. Ver que tentar mudar Roy é um erro, Molly o encoraja a ser ele mesmo. Na sugestão de Molly, Roy oferece outra aposta com Simms, o líder depois da primeira rodada e, na verdade, ganha a aposta e ganha o coração de Molly também. Agora, com confiança renovada, Roy "Tin Cup" McAvoy, um ninguém do nada, choca o mundo do golfe, quebrando o recorde do US Open para uma única rodada disparando contra 62, fazendo assim o corte. A terceira rodada de Roy também é excelente e o leva à disputa, mas em todas as três rodadas, ele se recusa a colocar no 18º buraco par-5, atingindo a bola no perigo de água cada vez.
No último dia do torneio do US Open, Roy, Simms e o PGA Tour pro Peter Jacobsen da vida real (jogando a si mesmo) estão em uma batalha de três vias para ganhar o US Open. Jacobsen termina com um par em 18, empatou a liderança com Roy e um tiro à frente de Simms. Simms, pelo quarto dia consecutivo, estabelece no 18º buraco, jogando com segurança, embora isso o tire da disputa do campeonato. Romeo insiste que Roy também faz birdie e ganha o US Open, mas é instado por Molly a ser ele mesmo e "ir para ele". Roy, pelo 4º dia consecutivo, leva seu tiro e atinge o verde, mas então "uma pequena rajada dos deuses" — um vento contrário e contrário — começa sua bola a rolar para trás, descendo até o perigo da água. Lembrava-se de sua explosão na faculdade quando ele não conseguiu se qualificar para o Tour, Roy tenta repetidamente atingir o mesmo tiro, sem se dar conta de que ele perdeu o torneio, mas com o mesmo resultado do coração, salpicos no perigo de água. Até sua última bola e arriscando não apenas a humilhação, mas também a desqualificação, ele ainda vai para o verde, e em seu 12º e último tiro, a bola finalmente limpa o perigo de água, salta no verde e incrivelmente rola diretamente no buraco. Depois de uma celebração selvagem, Roy percebe que ele venceu o US Open, mas Molly re-assegura-lhe sobre a imortalidade do que acabou de acontecer: "Cinco anos depois, ninguém se lembrará de quem ganhou ou perdeu, mas eles vão se lembrar do seu 12!"
De volta ao Texas, Molly diz a Roy que, porque ele terminou no top 15, ele se qualifica automaticamente para o Open do próximo ano. Molly sugere ainda que Roy volte para a escola de qualificação e fique no Tour . Molly, que ganhou vários clientes no torneio, se prepara para uma carreira de jogadores que ajudam a parte mental do jogo. Eles se apaixonam apaixonadamente quando o filme termina.

## Elenco
- Kevin Costner — Roy "Tin Cup" McAvoy
- Rene Russo — Dr. Molly Griswold
- Don Johnson — David Simms
- Cheech Marin — Romeo Posar
- Rex Linn — Dewey
- Linda Hart — Doreen
- Herbert Jaeger — Dono do bar
- Alice Whiteside — Extra